# Ady Schmit
Adolphe Schmit est un ancien footballeur luxembourgeois, né le 17 août 1940 à Luxembourg.

## Biographie
Il a également joué pour l'équipe de France de football de deuxième division.  
International luxembourgeois, il a connu son heure de gloire le 8 octobre 1961, inscrivant un coup-du-chapeau face au Portugal d'Eusebio (victoire grand-ducale 4-2). 

## Palmarès
- Coupe Charles Drago 1963 et 1964